# La Nouvelle Malle des Indes
La Nouvelle Malle des Indes est une mini-série en coproduction franco-austro-germano-suisse en sept épisodes de 52 minutes, réalisée par Christian-Jaque et diffusée en France du 5 janvier au 16 février 1982 sur TF1.

## Synopsis
Cette série met en scène les mésaventures de Thomas Waghorn, lieutenant britannique qui, au début du XIXe siècle, ouvrit une nouvelle route maritime entre l'Angleterre et l'Inde (liaison alors appelée « malle des Indes »), faisant passer la durée du voyage de six à trois mois.
Entraînant dans son odyssée Martial Sassenage, un botaniste français, ils se retrouvent tous deux poursuivis par les hommes de main de l'armateur Keramos qui craint d'être ruiné si les deux héros réussissent leur pari. Ils sont également pris en chasse par deux policiers français qui les soupçonnent d'être des révolutionnaires.

## Distribution
- Christian Kohlund : Thomas Waghorn
- Jean-Pierre Bouvier : Martial Sassenage
- Roger Carel : l'inspecteur-chef Fontanier
- Patrick Préjean : l'inspecteur Vacherin
- Isolde Barth : Elvire
- Mark Bodin : Fabrizio
- Marie-Christine Demarest : Pauline
- Albert Fortell : Veran
- Louise Lambert : Virtus
- Maria Rosaria Omaggio : la comtesse Vanini
- Nello Pazzafini : Bartholdo
- Mohamed Sayari : Karim
- Henning Schlüter : Schulz
- Manfred Seipold : Taylor
- Lionel Vitrant : Joseph
- Helen Stirling : Victory

## Commentaires
Cette série fait étrangement penser au Tour du monde en quatre-vingts jours de Jules Verne, notamment par la diversité des pays traversés durant le voyage des deux héros.
Elle peut aussi rappeler L'Homme de Suez du même réalisateur, diffusée deux ans plus tard et dans laquelle le personnage de Thomas Waghorn fait une courte apparition.

## DVD
L'intégrale de la série est sortie en coffret 4 DVD chez LCJ éditions. Les copies ont été remastérisées en Français 2.0.